# ジョージアサザン大学
ジョージアサザン大学(Georgia Southern University, GSU)は、アメリカ合衆国ジョージア州ステートボロにある、1906年に創立された州立の総合大学である。設置されている学部は「College of Education」、「College of Health and Human Sciences」、「College of Liberal Arts and Social Sciences」、「College of Science and Mathematics」である。
2018年にアームストロング州立大学と統合し、ジョージアサザン大学アームストロング校とした。